# Bukan
Bukan (en persa: بوکان, en kurd: Bokan) és una ciutat iraniana, capital del comtat homònim. Segons el cens de 2012 la població era de 177.000 habitants, mentre que el 1996 era de 110.000 habitants. Té una universitat amb un col·legi d'agricultura.